# Kniepertor

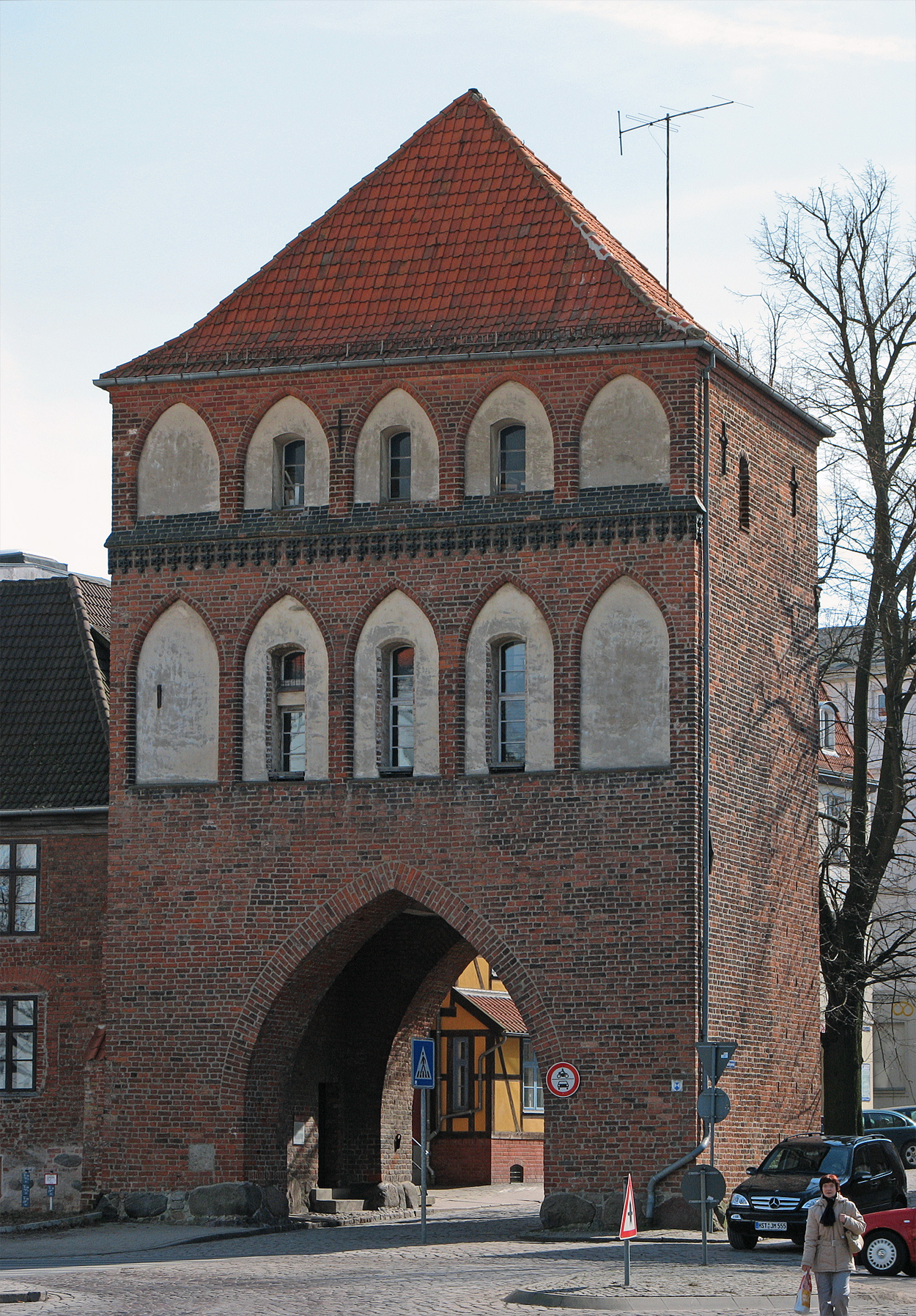
Feldseite

Das Kniepertor (auch Knieper-Tor) ist eines der zehn ehemaligen Stadttore der Hansestadt Stralsund und nach einer Bürgerfamilie des 13. Jahrhunderts benannt. Das Kniepertor und das Kütertor sind die einzigen erhaltenen Stadttore Stralsunds und gehören zum UNESCO-Welterbe Historische Altstädte Stralsund und Wismar.

## Geschichte und Beschreibung

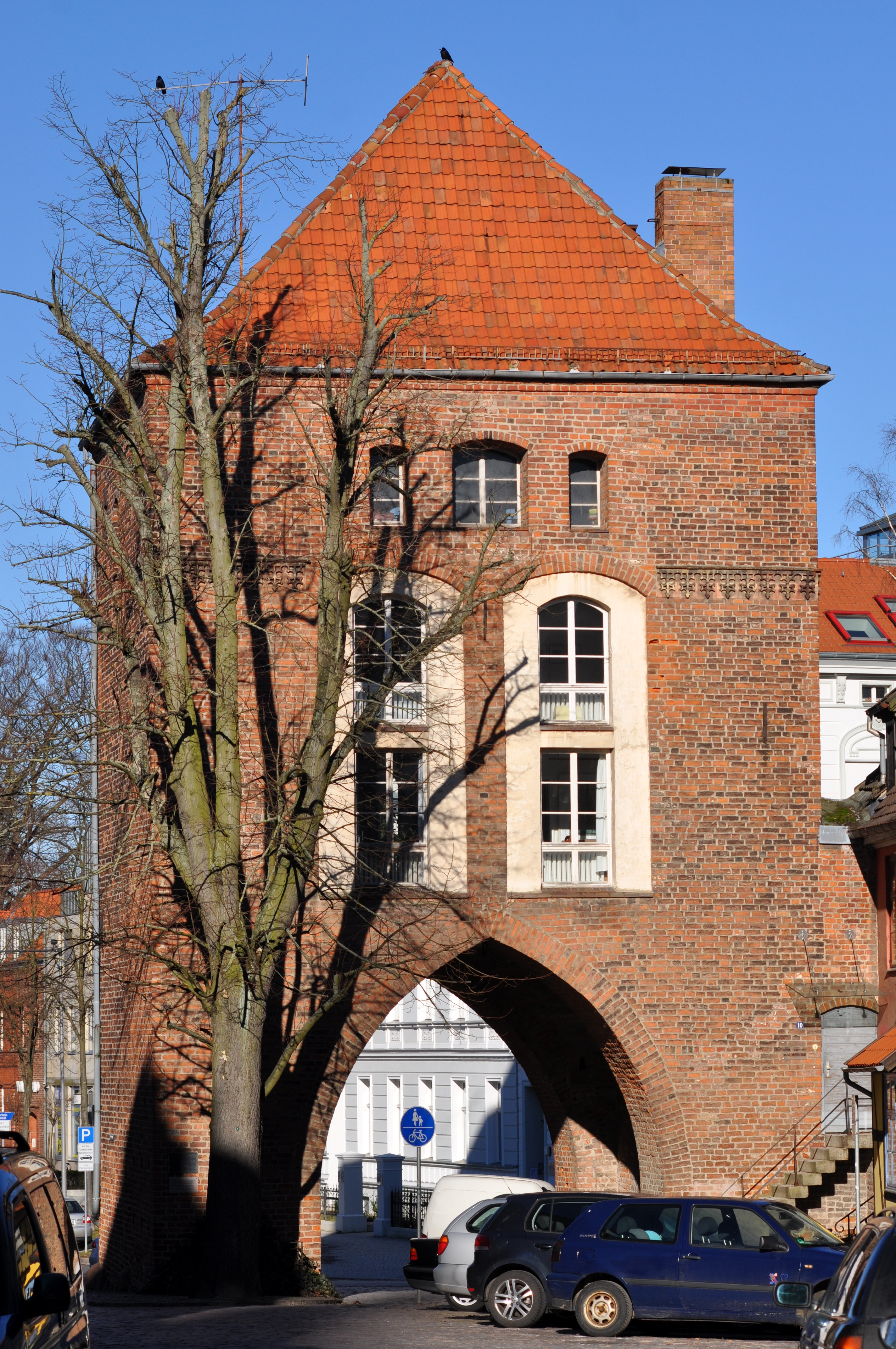
Stadtseite (2011)

Es ist eines der landwärts gelegenen Tore ganz im Norden der Stralsunder Stadtbefestigungen und wurde erstmals 1293 urkundlich erwähnt, nach anderen Quellen 1304.
Das aus Backstein errichtete, ziegelgedeckte Torbauwerk befindet sich am Ende der Knieperstraße zum Olof-Palme-Platz hin. Der Torturm hat eine Breite von 11,50 Metern, eine Tiefe von 8,60 Meter und ist 20,80 Meter hoch. Er besteht aus einem fensterlosen unverputzten Sockelgeschoss, darüber sind zwei Etagen mit hochformatigen Fenstern angeordnet. Das Bauwerk wird mit einem flachen Spitzdach abgeschlossen. Im 15. Jahrhundert erfolgten diverse Änderungen am Äußeren des Torgebäudes. Das eigentliche Tor bildet der gemauerte Spitzbogen mit einer Durchfahrtbreite von etwa sieben Metern.
Das Tor spielte mehrmals in der Geschichte der Stadt eine bedeutende Rolle, als es z. B. Wallenstein im Dreißigjährigen Krieg an der Eroberung Stralsunds hinderte. Nach dem preußischen Sieg anlässlich der Belagerung Kolbergs 1807 konnten Napoléons Truppen erst 1809 unter anderem durch dieses Stadttor in das Innere eindringen.
Das Kniepertor ist Bestandteil der erhalten gebliebenen Reste der Stadtmauer und liegt im Kernbereich des UNESCO-Welterbes Historische Altstädte Stralsund und Wismar.
Nachdem die Stadtväter in den 1860er Jahren lange Zeit über den Abriss des Torgebäudes diskutiert hatten, wurde 1870 beschlossen, nur das benachbarte Bauensemble abzureißen, um den zunehmenden Verkehr nicht zu behindern. Der Beschluss wurde 1874 mit der Abtragung des Hauses Knieperstraße 14, des Knieper-Außentores sowie des Torschreiberhauses umgesetzt.
1967 wurde der Torturm zu Wohnzwecken umgebaut. Durch das Tor fuhr bis zur Stilllegung in den 1960er Jahren die Stralsunder Straßenbahn. Seit dem Ende der 1990er Jahre ist die Passage Fußgängern und Radfahrern vorbehalten.

## Besonderheiten
Am Tor sind Halterungen für die Sperrketten zu sehen, mit denen die Straße bei offenem Tor vor anstürmenden Angreifern geschützt werden konnte.
Am 4. Mai 1809 wurde vor dem Tor der Kampfgefährte Ferdinand von Schills, Friedrich Gustav von Petersson, von den französischen Besatzern hingerichtet. An ihn erinnern ein Gedenkstein und eine Gedenktafel an der der Stadt zugewandten Seite des Tores.